# Saint-Gervais (Isère)
Saint-Gervais is een gemeente in het Franse departement Isère (regio Auvergne-Rhône-Alpes) en telt 377 inwoners (1999). De plaats maakt deel uit van het arrondissement Grenoble.

## Geografie
De oppervlakte van Saint-Gervais bedraagt 13,4 km², de bevolkingsdichtheid is 28,1 inwoners per km².
De onderstaande kaart toont de ligging van Saint-Gervais (Isère) met de belangrijkste infrastructuur en aangrenzende gemeenten.

## Demografie
Onderstaande figuur toont het verloop van het inwonertal (bron: INSEE-tellingen).

## Geboren in Saint-Servais
- Maurice Garrel (1923-2011), acteur